# Phelliactis pulchra
Phelliactis pulchra är en havsanemonart som först beskrevs av Stephenson 1918.  Phelliactis pulchra ingår i släktet Phelliactis och familjen Hormathiidae. Inga underarter finns listade i Catalogue of Life.